# 桑折西山城
桑折西山城（こおりにしやまじょう）は、福島県桑折町にあった日本の城。現在の、JR桑折駅西部の丘陵一帯にあたる。戦国時代には、伊達氏が居城とした。城跡は国の史跡に指定されている。

## 概要
伝承によれば、1189年（文治5年）の奥州合戦の戦功によって、伊達郡を与えられた常陸入道念西が居を構えたと言われている。また、応永年間（1400年頃）に伊達政宗が鎌倉公方に背いて立て籠もった赤舘もこの西山城と言われている。
1532年（天文元年）、伊達稙宗は居城を梁川城（福島県伊達市）から桑折西山城に移した。西山城が現在の規模に築城されたのはこの時である。稙宗はそれに先立って陸奥国守護に任じられており、西山城は文字通り陸奥国守護の府城となった。1536年（天文5年）には分国法「塵芥集」も制定されている。
しかし、1542年（天文11年）、稙宗の三男・伊達実元の越後上杉氏への入嗣問題を巡り、稙宗の嫡男・晴宗が稙宗を西山城へ幽閉するという事件が起きた。この事件を契機に、伊達氏は稙宗方と晴宗方に分かれて内紛状態になり、さらには南東北の諸大名も巻き込んだ大規模な内乱状態となる（天文の乱）。この内乱は約7年続いたが、この間西山城では何度も両軍の攻防戦が展開された。戦況はしだいに晴宗方が優位となり、1548年（天文17年）に将軍足利義輝の命によって両軍は和睦し、晴宗が伊達氏家督を継いで稙宗は丸森城（宮城県丸森町）に隠居した。また、晴宗も居城を米沢城（山形県米沢市）に移し、西山城は破却された。
1990年（平成2年）に国の史跡に指定された。
2019年（令和元年）9月14-15日の2日間、桑折西山城復元祭が開催された。
2020年（令和2年）10月11日、桑折西山城ライブ2020が開催された。
2021年（令和3年）10月30-31日、全国山城サミット桑折大会が、リモート配信（無料/無観客開催）で開催された。
10月30日は、伊達武将隊、やまがた愛の武将隊、忍城おもてなし甲冑隊が、三つ巴の競演を繰り広げた。
10月31日は、千田嘉博さん、春風亭昇太さんのトークをはじめ、桑折町民による山城の保全活動の紹介など、両日に渡り楽しいリモート配信が行われた。
11月17日には、NHK BSプレミアム番組「英雄たちの選択」で、桑折西山城をテーマにした「野望!伊達稙宗の巨大山城 〜信長を30年先取りした男〜」が放送された。
2022年（令和4年）10月15-16日の2日間、
「桑折西山城まつり〜攻城ウォークKOORI2022」が開催される。
歴史ファンのみならず、親子でも楽しめるイベントとして、巨大山城全体を活用したスタンプラリー、ステージ、桑折の楽市楽座（飲食・物販・体験テント）など、盛り沢山のイベントが行われる予定。

## 構造
西山城は、東側から高舘・中舘・西舘といわれる3箇所を中心とした、数箇所の郭（曲輪）によって構成され東西1キロメートル、南北500メートルの規模をもつ。城の北面から東面へ流れる産ヶ沢川は天然の堀として利用され、城から川にかけては急崖である。比較的、傾斜の緩やかな南側には現在は、観音寺という伊達氏ゆかりの寺が残っている。また、西舘の南には枡形虎口、周囲には石塁が残されている。